# Aequidens biseriatus
Aequidens biseriatus är en fiskart som först beskrevs av Regan, 1913.  Aequidens biseriatus ingår i släktet Aequidens och familjen Cichlidae. Inga underarter finns listade i Catalogue of Life.